# Johann Gottlieb Willamov

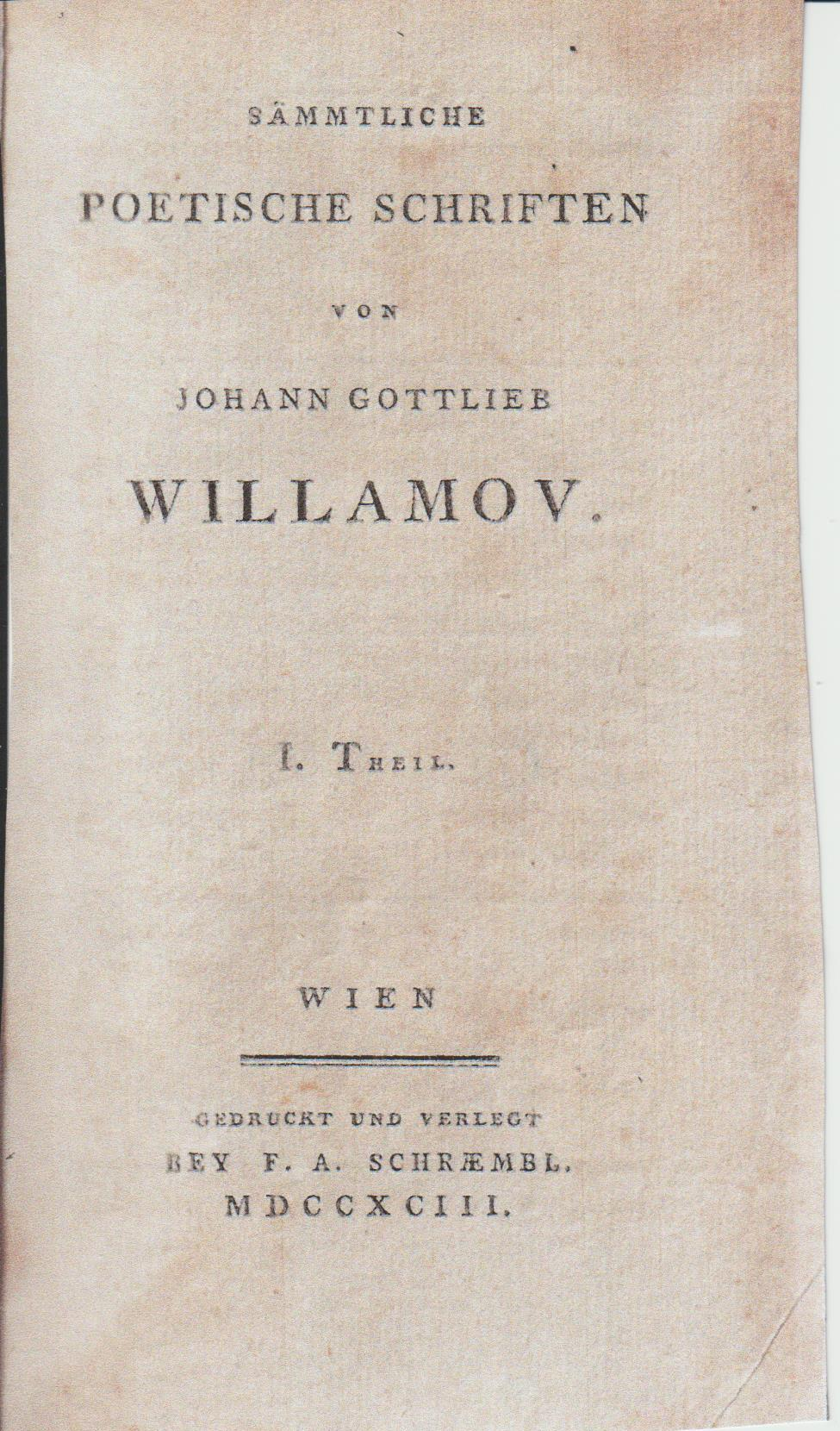
Sämmtliche poetische Schriften, Schraembel, Wien 1793

Johann Gottlieb Willamov (* 15. Januar 1736 in Mohrungen; † 6. Mai 1777 in Sankt Petersburg) war ein deutscher Dichter aus Ostpreußen.

## Leben
Willamov studierte ab 1752 in Königsberg Theologie und Mathematik; 1758 wurde er Professor für Griechisch und Lateinisch, 1761 Professor für die schönen Wissenschaften am Gymnasium in Thorn. 1767 folgte Willamov einem Ruf nach St. Petersburg. Dort legte er 1772 das Inspektorat der evangelischen Schulanstalten nieder und unterrichtete danach an einem Fräuleinstift bis 1776 vor allem Zeichnen und Mathematik. Im Anschluss an einen kurzen Gefängnisaufenthalt aufgrund hoher Schulden starb Willamov im folgenden Jahr an hohem Fieber.
Sein Sohn war Grigory Ivanovich Willamov (1773–1842), Taufpatin war Kaiserin Katharina II. Er war Hofrat der Kaiserin und Staatssekretär, Mitglied des Staatsrates des russischen Reiches.

## Werke (Auswahl)
- Sammlung, oder nach der Mode: Magazin von Einfällen. Breslau 1763
- Dialogische Fabeln. 2 Bände, Berlin 1765
- Watrachomyomachie, oder Krieg der Frösche und Mäuse. Griechisch und deutsch, St. Petersburg 1771
- Johann Gottlieb Willamov’s sämmtliche poetische Schriften. Schmieder, Carlsruhe 1783 online